# 國家環境衛星資訊局
國家環境衛星資訊局（簡稱：NESDIS）由美國國家海洋暨大氣總署（NOAA）設立，負責營運和管理美國的環境衛星計劃，並管理國家氣象局及其他政府機構和部門收集的數據。

## 外部連結
- 官方网站